# 志村烏嶺
志村 烏嶺（しむら うれい、1874年 - 1961年）は、日本の教職者、高山植物研究家、写真家、登山家。

## 来歴
栃木県那須郡烏山町生まれ。本名は志村寛（しむら ひろし）。1892年栃木師範入学、1896年栃木県上都賀郡西方小学校に訓導として教職に就く。1898年、検定にて師範学校と中学校の地誌・地文・動物・植物の教員資格を取得。栃木県の第一中学および第二中学、茨城師範、仙台第一中学、長野中学（1903年～）、台中の中学校（1916年～）で教える。1922年帰国、教職を引退。晩年は植物採集・標本整理や園芸などをして過ごした。
ドイツから帰国した三好学が語った高山植物についての話がきっかけで、1904年から、休日に飯縄、戸隠、浅間山、八ヶ岳、白馬岳へ登り、高山植物の採集と栽培と研究、植物と山岳の写真撮影を行うようになり、前田曙山主宰の園芸雑誌に記事と写真を寄せた。その寄稿を通じて、全国の愛好家と高山植物や写真の寄贈分譲などの交流が生まれた。白馬へ登ることになったきっかけは、日本植物学界の植物雑誌にて矢部吉禎の白馬植物目録を見たことであるという。祖父が菊や松などの園芸を趣味に持っていたこと、茨城師範にて教鞭をとっていた時期に町の営業写真家と交流があり、写真撮影技術を得たことが、志村のこれらの活動につながったのだろうと峯村隆は記述している。
園芸雑誌に掲載された写真を求めて城数馬が長野の居家を訪れたのがきっかけで、1905年に創立された日本山岳会と縁がある。ウォルター・ウェストンは、烏嶺がはじめて白馬へ登ったときに撮影した山岳写真を見て魅かれ、小島烏水に相談し、小島烏水は前田曙山を通じて志村に話をし、小島烏水に頼まれた高頭式が志村を訪ね、写真を譲ってもらったという。そのときウェストンに贈られた写真は英国山岳会誌『アルパイン・ジャーナル』第23巻に載り、日本アルプスが初めてヨーロッパに紹介された写真になった。また小島烏水が譲り受けた写真は『日本山水論』に載り、高頭式が譲り受けた写真は『日本山嶽志』に載った。1906年4月発行の日本山岳会機関誌『山岳』第一号の巻頭写真「白馬の大雪渓の写真」も、志村が撮影したものである。当時、写真機材は数kg、十数kgと重量があり、露出にも時間が必要で、1枚撮影するのに1時間ほども時間がかかるなど、山岳に機材を持ち上げ山登りをしながら写真を撮るのは大変な仕事だった。このことが、志村の写真が広く世に貢献した一因であろう、と峯村隆は述べている。
志村は長野中学教員時代に、上記以外にも針ノ木峠、槍ヶ岳、奥羽周遊（日本アルプス縦走）、駒ヶ岳、鳥海山、乗鞍岳など多くの山へ登り、高山植物の採集・研究と、写真撮影を行った。

## 著書
- 『日本山岳会創立前后之見聞』
- 『やま』 1907年 前田曙山との共著 1906年までの登山記
- 『山岳美観』 2集 1909年 山岳写真集
- 『高山植物採集及培養法』 1909年
- 『千山萬岳』 1913年 1907年以降の紀行文と研究論文（序文はウォルター・ウェストン）

## 参照
- 『新・北アルプス博物誌』 2001年 編者 大町山岳博物館 発行所 信濃毎日新聞社 ISBN 4-7840-9906-9 P209-215 長野時代の志村烏嶺 峯村隆